# تفجير مطار كابول 2023
تفجير مطار كابول 2023 في 1 يناير 2023 وقع انفجار في مطار حامد كرزاي الدولي في كابول، على بعد حوالي 200 متر بالقرب من مطار كابول الدولي المدني، مما أدى إلى مقتل وإصابة العديد من الأشخاص في أفغانستان بينهم جنود امريكيون. وقع الحادث عند نقطة تفتيش خارج المطار العسكري.

## خلفية
أعلن تنظيم الدولة الإسلامية - ولاية خراسان مسؤوليته عن الهجوم، يذكر أن التنظيم زاد من هجماته منذ استيلاء طالبان على السلطة في عام 2021. وشملت الأهداف دوريات طالبان وأفراد الأقلية الشيعية في أفغانستان.